# Fiord d'Odense
El Fiord d'Odense és un fiord de 13 km de llarg en la part del nord de l'illa danesa de Funen. Cobreix una àrea d'aproximadament 63 km².
La ciutat d'Odense està és connectada amb el fjord a través del Canal d'Odense. El riu d'Odense desemboca en el fjord a Stige i Seden. Les illes principals en el fjord són Vigelsø (133,7 ha) i Tornø (21 ha).